# Caças de sexta geração

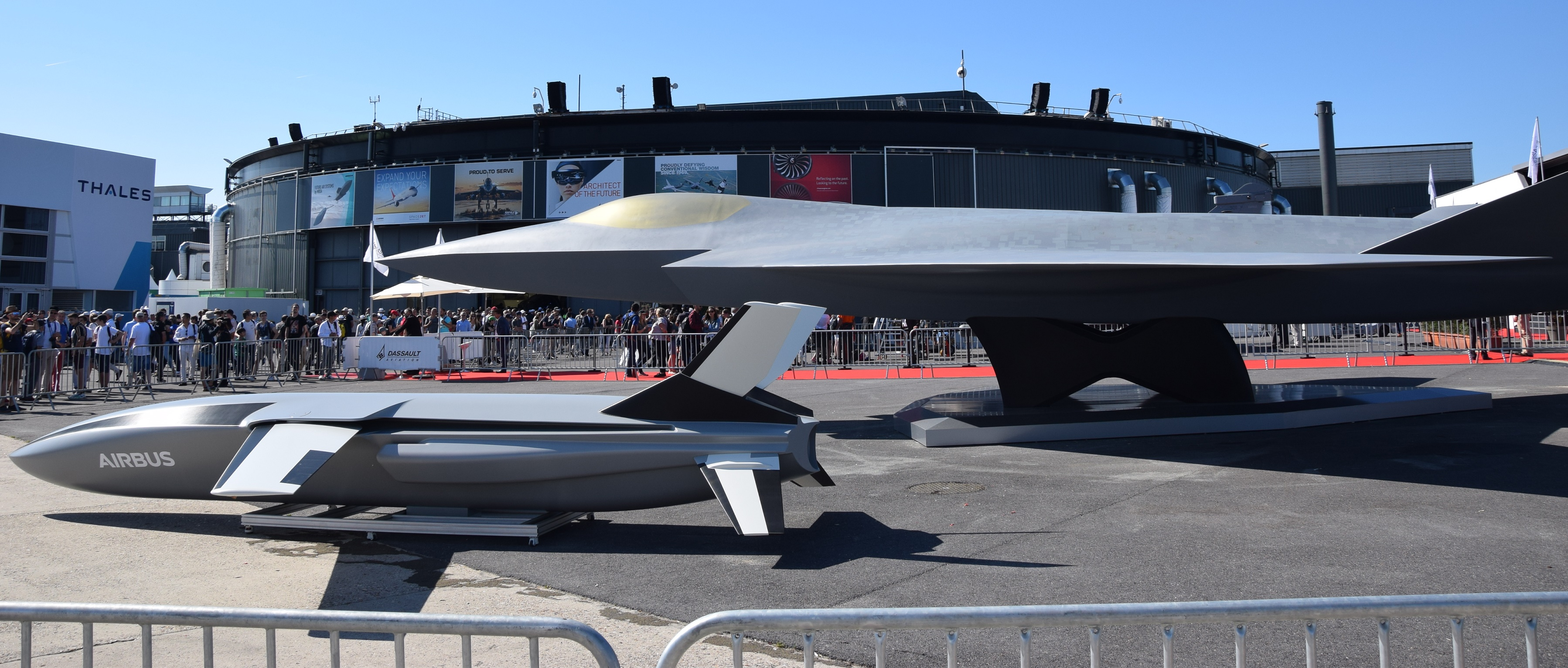
Modelos de aeronaves de sexta geração, em um show aéreo na França.

Caças de sexta geração é uma classe conceitual de design de aeronaves mais avançadas do que os caças de quinta geração que estão atualmente em desenvolvimento nos Estados Unidos e em outros países. A Força Aérea dos Estados Unidos (USAF) e a Marinha dos Estados Unidos (USN) estão antecipando a lançar seus primeiros caças de sexta geração no período 2025-30. A USAF está buscando desenvolver e adquirir um caça de sexta geração através do programa F-X para complementar as plataformas existentes em serviço, como o Lockheed Martin F-22. A USN está prosseguindo um programa semelhante chamado Next Generation Air Dominance, igualmente destinado a complementar e/ou substituir os seus aviões existentes, como o Boeing F/A-18E/F Super Hornet.